# Yusuke Tanaka (fotbollsspelare född april 1986)
Yusuke Tanaka (田中 裕介 Tanaka Yusuke?), född 14 april 1986 i Tokyo prefektur, är en japansk fotbollsspelare.
Tanaka började sin karriär 2005 i Yokohama F. Marinos. 2011 flyttade han till Kawasaki Frontale. Efter Kawasaki Frontale spelade han för Western Sydney Wanderers och Cerezo Osaka. Med Cerezo Osaka vann han japanska ligacupen 2017 och japanska cupen 2017. 2019 flyttade han till Fagiano Okayama.